# Lindenberg (Jühnsdorf)
Der Lindenberg ist ein 57 m ü. NHN hoher Hügel in Jühnsdorf, einem Ortsteil der Gemeinde Blankenfelde-Mahlow im Landkreis Teltow-Fläming im Land Brandenburg.

## Lage
Die Erhebung liegt im Südwesten der Gemarkung und dort südwestlich der Wohnbebauung, die sich um den historischen Dorfanger erstreckt. Südöstlich führt die Landstraße 792 an der Erhebung vorbei. Die Fläche ist überwiegend bewaldet, während die angrenzenden Flächen vorzugsweise landwirtschaftlich genutzt und durch die Meliorationsgräben Graben 1401-Jühnsdorf und Graben 1402-Jühnsdorf entwässert werden.

## Geschichte
Die Erhebung entstand, wie die gesamte Landschaft im Landkreis, während der letzten Weichsel-Eiszeit. Allerdings lagerten sich bereits während der Elster-Kaltzeit sandige und kiesige Sedimente am Lindenberg ab. Sie sind im 21. Jahrhundert in einer kleinen Sandgrube am Rand der Erhebung sichtbar.
Die Erhebung war auch Schauplatz einer Kampfhandlung während der Befreiungskriege. Die feuchten Niederungen am Rangsdorfer See stellten dabei für die Artillerie und Kavallerie ein Hindernis dar, während die Infanterie den Lindenberg nutzte, um auf Jühnsdorf vorzurücken.